# Palazzo Roverella (Ferrara)
Palazzo Magnanini, comunemente detto Roverella, è un palazzo di Ferrara che sorge in Corso della Giovecca n. 47, di fronte al sagrato della Chiesa dei Teatini nell'angolo con Via Boldini.

## Storia
Il palazzo fu edificato nel 1508 per volontà di Guglielmo Magnanini, segretario del duca Alfonso I d'Este, lungo l'attuale corso della Giovecca, strada tracciata alla fine del Quattrocento dove scorreva, prima dell'Addizione Erculea, il fossato delle antiche mura cittadine settentrionali. La paternità del progetto di questo edificio, in mancanza di documenti ufficiali, è stata attribuita dagli storici dell'architrttura all'architetto ferrarese Biagio Rossetti, essendo stati riconosciuti elementi architettonici riconducibili all'operato di questa singolare personalità, in particolare per quanto riguarda il rigore geometrico e proporzionale assieme all'apparato decorativo delle lesene, dei fregi e del cornicione analogo a quello di altre opere realizzate a Ferrara dal Rossetti.
Nel corso dei secoli vi furono numerosi passaggi di proprietà dell'immobile, nel Settecento fu venduto dalla contessa Lucrezia Magnanini Sartori alla nobile famiglia Roverella, alla fine dell'Ottocento ne fu proprietaria la famiglia Aventi. Nel 1932 il circolo dei negozianti ereditò il palazzo dall'allora proprietario Federico Zamorani.
Palazzo Magnanini-Roverella subì alcune modifiche nel prospetto durante il XVIII secolo con la costruzione di un balcone finestrato in corrispondenza della trifora centrale (demolito nel 1932) ed all'interno, quando fu ristrutturato durante gli anni Venti del XX secolo secondo lo stile dell'epoca. Nel 1933 si aprì una breccia tra lo spigolo sinistro del palazzo ed il vecchio ospedale Sant'Anna (XV secolo), confinante con esso, da cui ebbe origine via Boldini, prevista dal Piano Regolatore del 1931.

## Galleria d'immagini

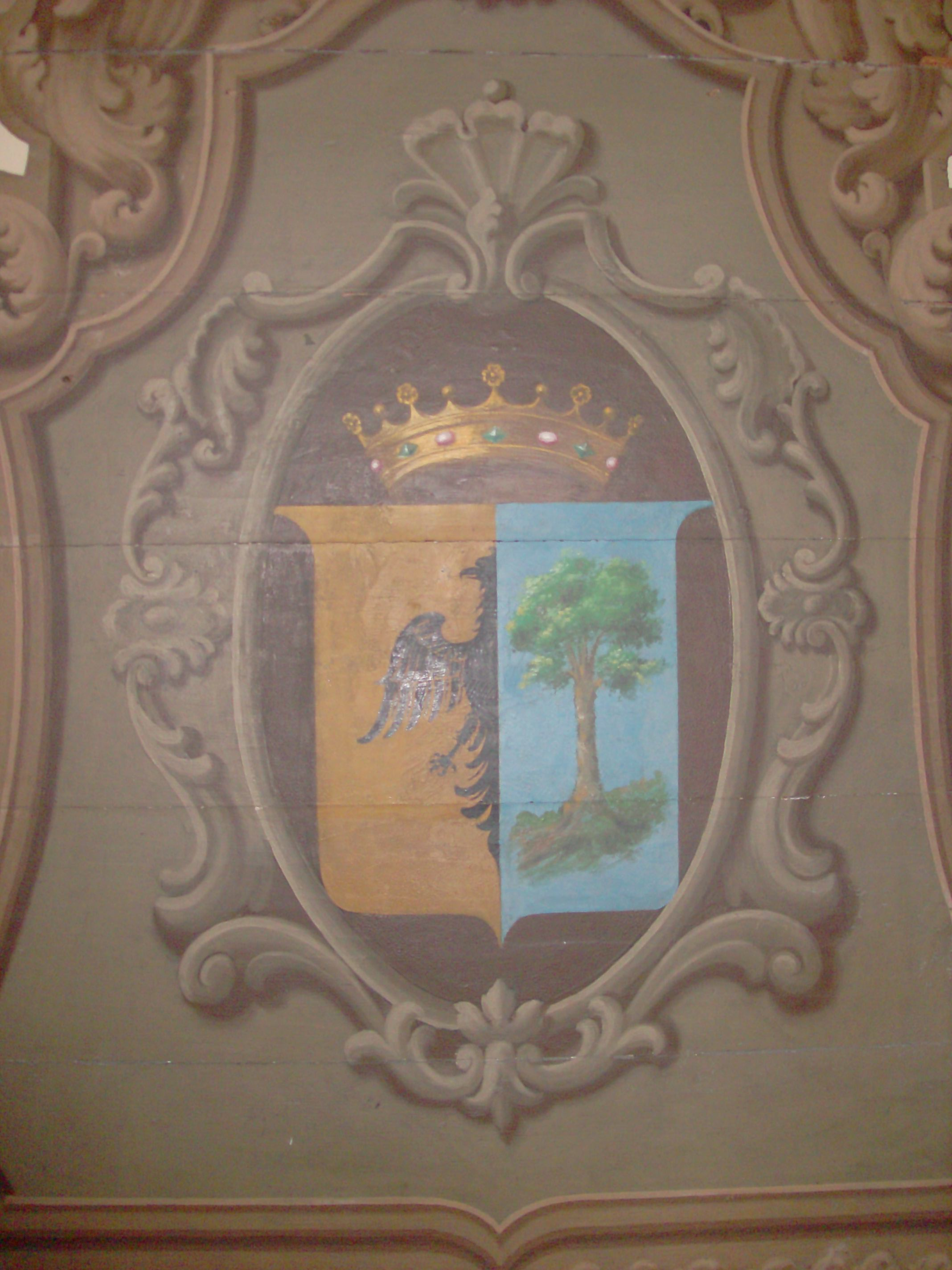
Stemma della nobile famiglia Roverella di Ferrara
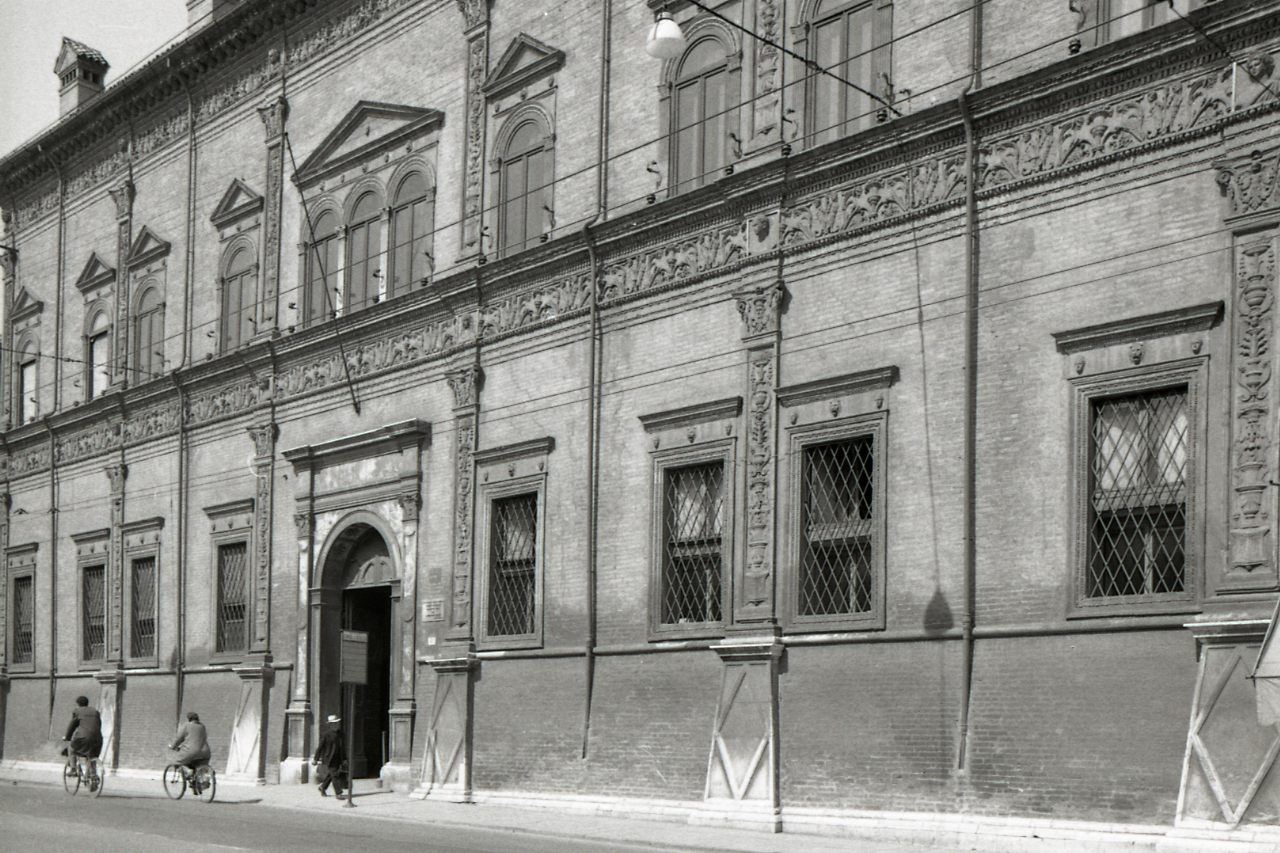
La facciata in uno scatto di Paolo Monti del 1969. Fondo Paolo Monti, BEIC
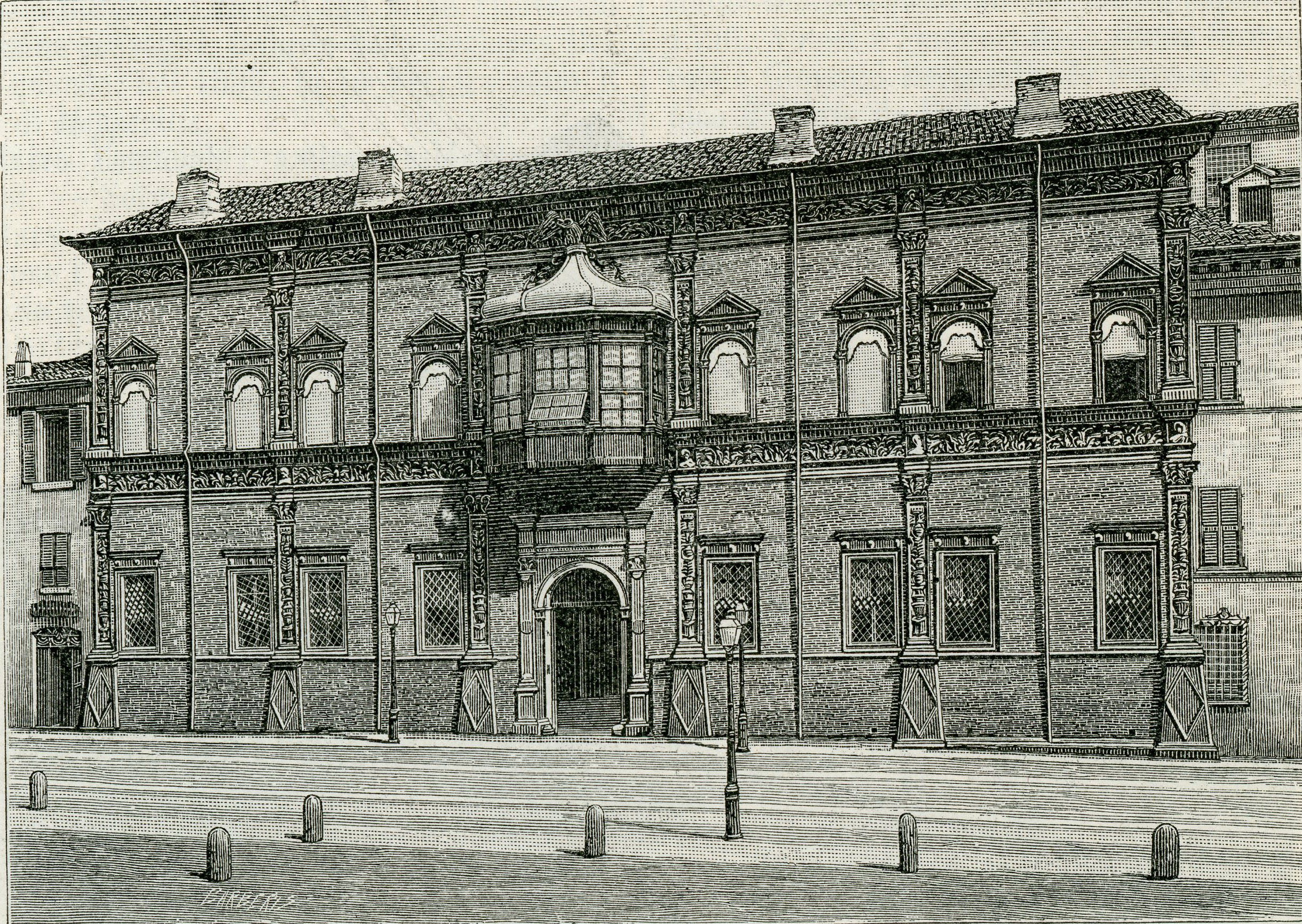
Palazzo Magnanini in una stampa di fine ottocento